# Рода Гаас Ґолдман
Рода Гаас Ґолдман (1924 — 17 лютого 1996) — американська мільярдерка-філантропка у Сан-Франциско, Каліфорнія.

## Біографія
Ґолдман була єдиною дочкою, народженою у Вальтера А. Гааса та Елізи Стерн (спадкоємиці статків Леві Сросса); та онука Девіда Стерна.
Вона закінчила Каліфорнійський університет у Берклі, а в 1946 році вийшла заміж за одного з випускників Берклі Річарда Ґолдмана. У 1951 році пара заснувала Фонд Річарда і Роди Ґолдманів, фонд, який пожертвував понад 680 мільйонів доларів різним організаціям.
Школа публічної політики Ґолдмана в Берклі названа на честь Ґолдманів.
Вона була президентом Симфонії Сан-Франциско, головою Меморіалу шести мільйонів жертв Голокосту в Сан-Франциско, директором системи охорони здоров'я гори Сіон, президентом лікарні та медичного центру Маунт-Сіон та президентом конгрегації Еману-Ель, найбільшої реформованої єврейської синагоги міста.
Вона була основною прихильнинею екологічних справ і мистецьких організацій Сан-Франциско, а також співзасновницею зі своїм чоловіком екологічної премії Голдмана в 1990 році.

## Особисте життя
З чоловіком у неї було четверо дітей: Джон Д. Ґолдман, Дуглас Е. Ґолдман, Сьюзен Р. Ґельман та Річард Ґолдман (помер). Її онук, син Річарда, є адвокатом Деніелом С. Ґолдманом. Після смері Роди похоронні служби відбулися в конгрегації Еману-Ел у Сан-Франциско.